# Пентасамарийтрисвинец
Пентасамарийтрисвинец — бинарное неорганическое соединение
самария и свинца
с формулой Pb3Sm5,
кристаллы.

## Получение
- Сплавление стехиометрических количеств чистых веществ:

{\displaystyle {\mathsf {5Sm+3Pb\ {\xrightarrow {1580^{o}C}}\ Pb_{3}Sm_{5}}}}

## Физические свойства
Пентасамарийтрисвинец образует кристаллы
гексагональной сингонии, пространственная группа P 63/mcm, параметры ячейки a = 0,9163 нм, c = 0,6687 нм, Z = 2,
структура типа трисилицида пентамарганца Mn5Si3
.
Соединение конгруэнтно плавится при температуре 1580 °C
. При температуре 4,2 K переходит в сверхпроводящее состояние.